# Obtusicauda coweni
Obtusicauda coweni är en insektsart som först beskrevs av Hunter 1901.  Obtusicauda coweni ingår i släktet Obtusicauda och familjen långrörsbladlöss. Inga underarter finns listade i Catalogue of Life.